# 大彎嘴雀
，是雀形目灶鸟科的一种鸟类，属于单型的大翘嘴雀属（学名：Megaxenops）。
大翘嘴雀体重约25克，翼长约75.3毫米，喙宽度约3.7毫米，喙厚度约6毫米，嘴峰长约15.6毫米，跗蹠长约18.2毫米，尾长约65.5毫米。
大翘嘴雀是留鸟，栖息在林地，它们是食肉动物，主要以昆虫、蜘蛛等陆生无脊椎动物为食。它们分布在巴西东北部和中东部。